# Hanoi Hilton

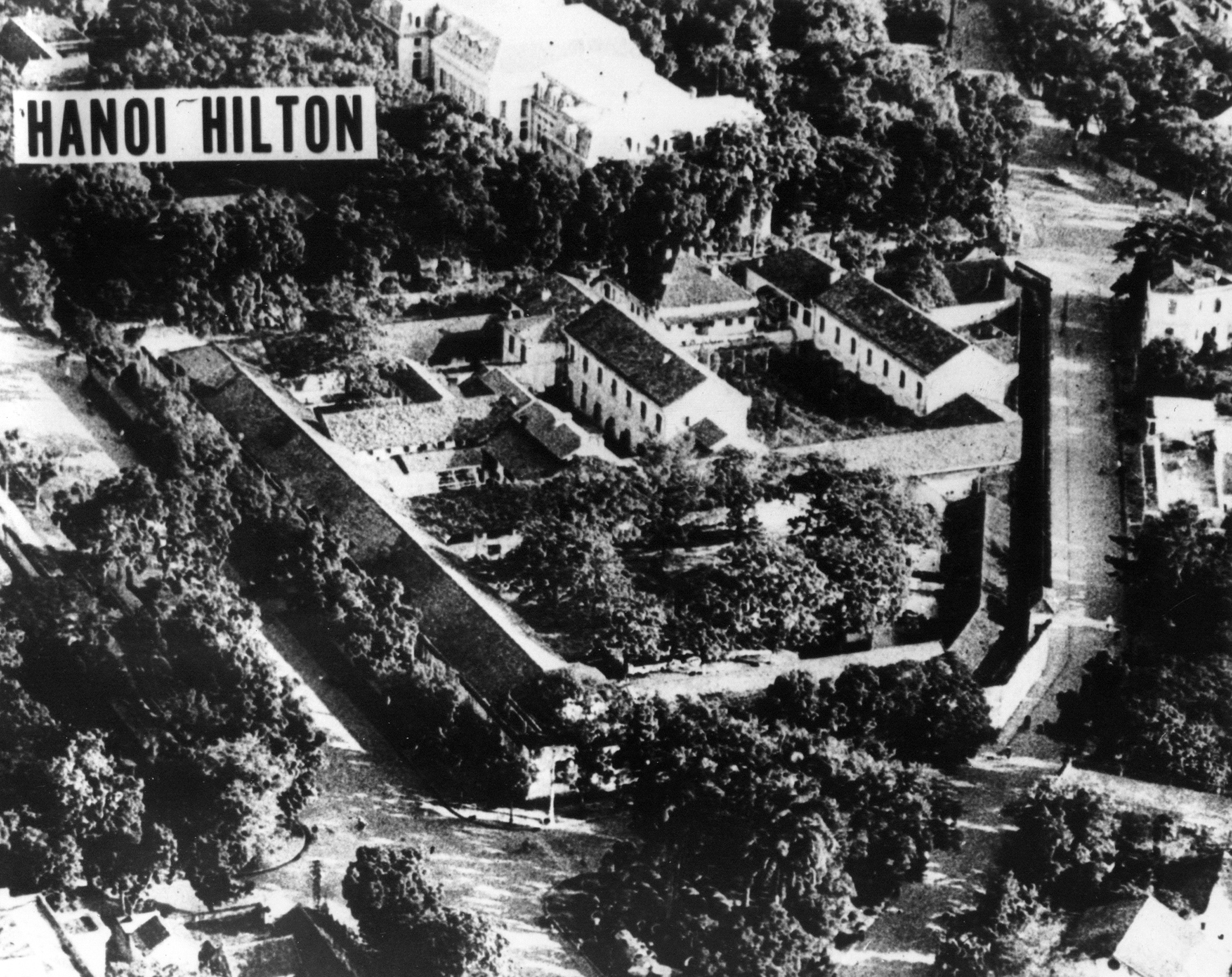
Flygfoto över "Hanoi Hilton"

Hanoi Hilton (vietnamesiska: Hỏa Lò) eller Hoa Lo-fängelset var namnet på ett fängelse i Hanoi som byggdes av fransmännen år 1896 för att fängsla vietnamesiska motståndsmän. Det var de största i norra Vietnam och hade som mest 2000 intagna. Flera ledande motståndsmän satt här, däribland Lê Duẩn, Trường Chinh, Nguyễn Văn Linh och Nguyễn Văn Cừ som senare skulle bli generalsekreterare i Vietnams kommunistiska parti. 
Under vietnamkriget förvarades nedskjutna amerikanska stridspiloter (bland andra John McCain) där och från denna tid kommer det namn som fängelset har blivit mest känt under, det ironiska öknamnet Hanoi Hilton, efter hotellkedjan Hilton Hotels. Idag är större delen av fängelset riven till förmån för ett lägenhetshotell, men en del av den ursprungliga byggnaden finns bevarad som museum.
När Hilton öppnade ett hotell i Hanoi år 1999 gav de det namnet Hilton Hanoi Opera Hotel.